# هنري ويليمز
هنري ويليمز هو متزلج جماعي بلجيكي، ولد في 30 سبتمبر 1899، وتوفي في القرن العشرين.

## وصلات خارجية
- هنري ويليمز على موقع اللجنة الأولمبية الدولية (الإنجليزية)
- هنري ويليمز على موقع أوليمبيديا (الإنجليزية)